# اقتراع سري

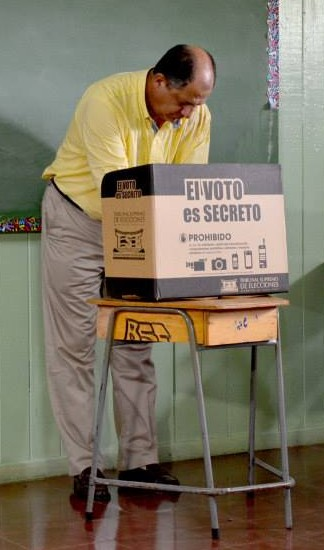
لويس غييرمو سوليس، رئيس كوستاريكا آنذاك، يصوت خلف شاشة الخصوصية

الاقتراع السري، المعروف أيضًا باسم الاقتراع الأسترالي،  هو طريقة تصويت تكون فيها خيارات الناخب في الانتخابات أو الاستفتاءات مجهولة المصدر، وتعيق محاولات التأثير على الناخب عن طريق التخويف والابتزاز وشراء الأصوات المحتملة. النظام هو إحدى الوسائل لتحقيق هدف الخصوصية السياسية.
تُستخدم بطاقات الاقتراع السرية بالاقتران مع أنظمة التصويت المختلفة. يستخدم الشكل الأساسي للاقتراع السري قطعًا من الورق الفارغ، يكتب عليها كل ناخب من اختياره. دون الكشف عن الأصوات لأي شخص، يطوي الناخب ورقة الاقتراع ويضعها في صندوق مغلق، يتم إفراغه لاحقًا لفرز الأصوات. أحد جوانب التصويت السري هو توفير مقصورة تصويت لتمكين الناخب من الكتابة على ورقة الاقتراع دون أن يتمكن الآخرون من رؤية ما يكتب. اليوم، عادة ما يتم توفير أوراق الاقتراع المطبوعة، مع أسماء المرشحين أو الأسئلة وخانات الاختيار ذات الصلة. يتم وضع أحكام في مكان الاقتراع للناخبين لتسجيل تفضيلاتهم في السر، وتم تصميم بطاقات الاقتراع للقضاء على التحيز ومنع أي شخص من ربط الناخب بالاقتراع.
تنشأ مشكلة الخصوصية مع التحركات لتحسين كفاءة التصويت من خلال إدخال التصويت البريدي والتصويت الإلكتروني. تسمح بعض البلدان بالتصويت بالوكالة، والتي يرى البعض أنها لا تتوافق مع خصوصية التصويت.

## التاريخ
في اليونان القديمة ، تم استخدام بطاقات الاقتراع السرية في العديد من المواقف،  مثل أوستراكية، وأيضًا لتبقى مخفية عن الأشخاص الذين يبحثون عن خدمة.
في روما القديمة، كانت القوانين المنظمة للانتخابات تعرف بشكل جماعي باسم Tabellariae Leges، والتي تم تقديم أولها في عام 139 قبل الميلاد ( lex Gabinia tabellaria ). 

### أستراليا ونيوزيلندا
في أستراليا، يبدو أن الاقتراع السري تم تنفيذه لأول مرة في تاسمانيا في 7 فبراير 1856.